# 郡山市立高野小学校
郡山市立高野小学校（こおりやましりつ たかのしょうがっこう）は、福島県郡山市西田町丹伊田字万才光内610にあった公立小学校。姉妹校は豊島区立駒込小学校であった。

## 沿革
- 1873年12月 - 高柴常法寺道場に小学校を開校。
- 1890年 - 高野尋常小学校に改称。
- 1948年 - 高野村立高野小学校に改称。
- 1955年4月 - 逢隈村との合併に伴い、西田村立高野小学校に改称。
- 1965年8月 - 市町村合併に伴い、現在の郡山市立高野小学校に改称。
- 1974年 - 創立100周年、新校舎落成。
- 1988年 - 風船が縁で東京都豊島区立駒込小学校と姉妹校締結
- 2018年 - 閉校。鬼生田小学校・三町目小学校・大田小学校・根木屋小学校・西田中学校と統合し、義務教育学校の郡山市立西田学園を新設。

## 行事
- 4月入学式
- 3月卒業式